# Rue du Savon (Strasbourg)
Pour les articles homonymes, voir Rue du Savon.
La rue du Savon (en alsacien : Seifegässel) est une voie de Strasbourg, rattachée administrativement au quartier Gare - Kléber, qui s'ouvre entre les nos 89 et 91 de la Grand'Rue pour rejoindre le no 6 de la rue Sainte-Hélène.

## Histoire et toponymie
Au Moyen Âge, selon une pratique courante, l'emplacement prend d'abord le nom des corps de métiers qui y sont installés : les menuisiers (Apud Scrinium en 1282, Vicus zum Schrine ou Schrinesgesselin en 1311, Schrinesgasse en 1331), les pelletiers (Under Kürsenern, du XIIIe au XVe siècle). 
La référence au savon apparaît en 1544 (Seifengässelin). On la doit à la présence de Nicolas, de Franckenheim, et de Valentin, de Dürningen, des fabricants de savon (saponarii) établis au no 3. Se succèdent ensuite : Seifengasse (1580), rue du Savon (du XVIIIe au XIXe siècle et en 1918), rue de la Bonne Foi (1794), Seifengässchen (1872, 1940) et, à nouveau, rue du Savon depuis 1945,.
Selon Adolphe Seyboth, la « ruelle du Savon » formait jusqu'en 1798 l'extrême limite de la rue Sainte-Hélène, qui n'était alors qu'une impasse. À cet endroit s'ouvraient les cours du Poêle des tanneurs et du Poêle des drapiers.
En 1870, lors du siège de Strasbourg, le quartier de la Grand-Rue est endommagé et plusieurs obus tombent sur des maisons de la rue du Savon.

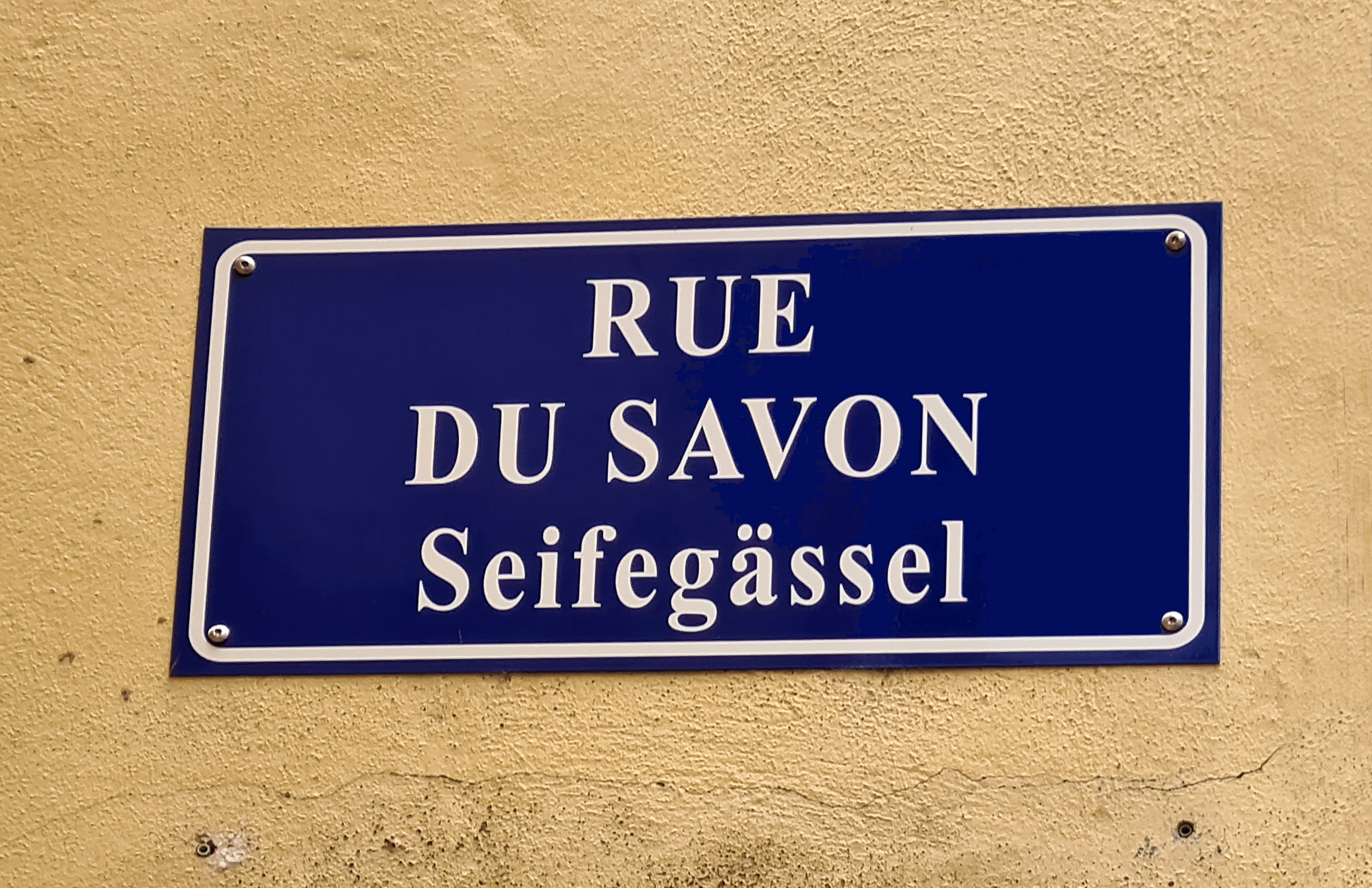
Plaque bilingue, en français et en alsacien.

La rue est à nouveau touchée, plus sévèrement, au cours du bombardement du 11 août 1944, comme en témoignent des images d'archives prises lors des opérations de déblaiement.
À partir de 1995, des plaques de rues bilingues, à la fois en français et en alsacien, sont mises en place par la municipalité lorsque les noms de rue traditionnels étaient encore en usage dans le parler strasbourgeois. La rue est ainsi sous-titrée Seifegässel.

## Bâtiments remarquables
no 1C'est une maison à colombages située à l'angle de la rue Sainte-Hélène (no 8).
no 2Formant l'autre angle avec la rue Sainte-Hélène, l'immeuble a été construit vers 1900 et réhabilité en 2012 .

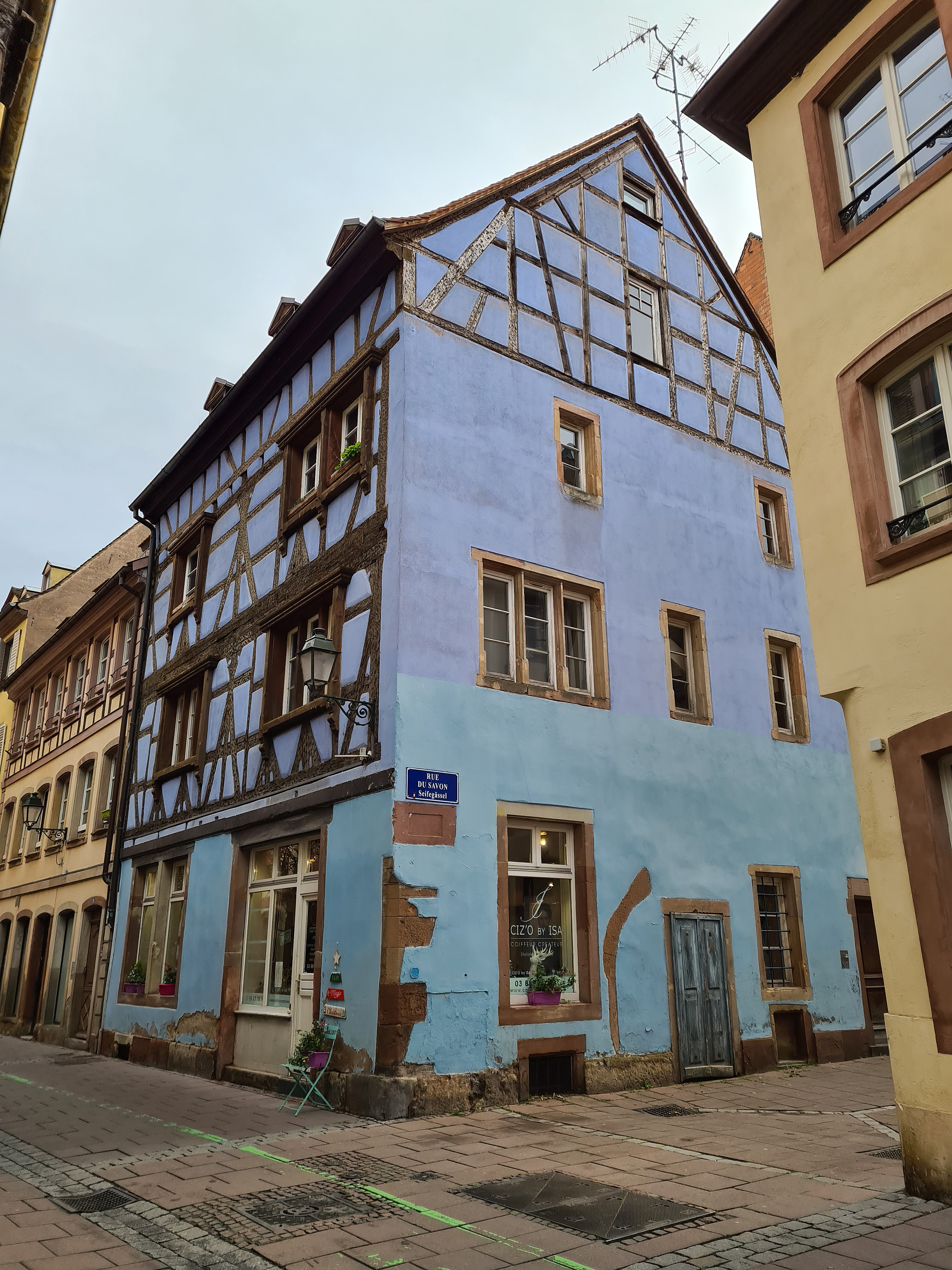
Angle du no 1.
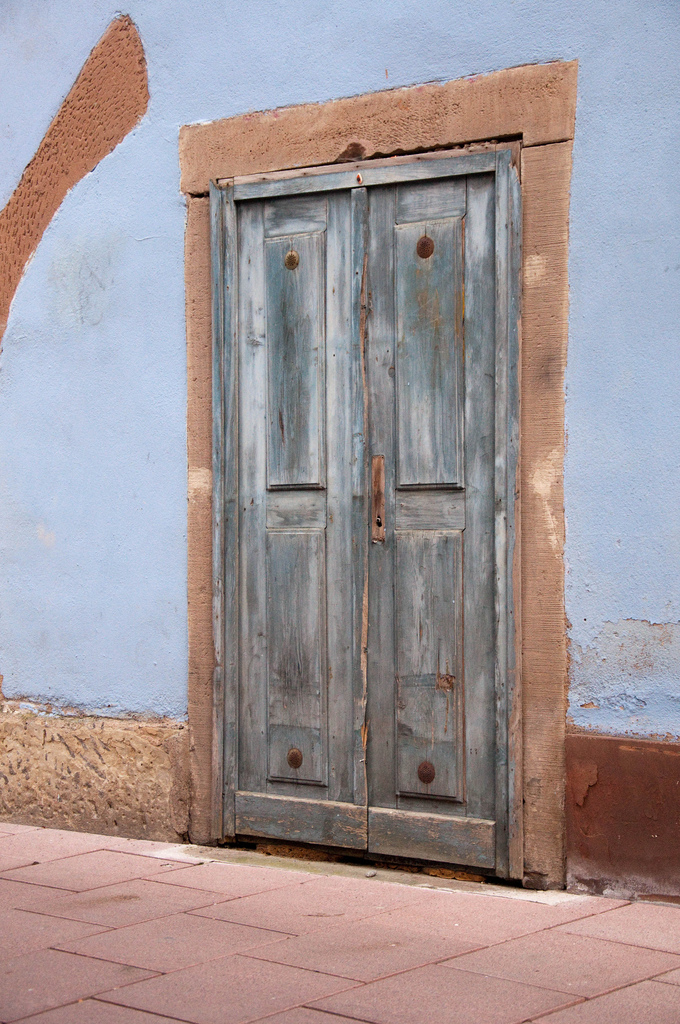
Porte du no 1.
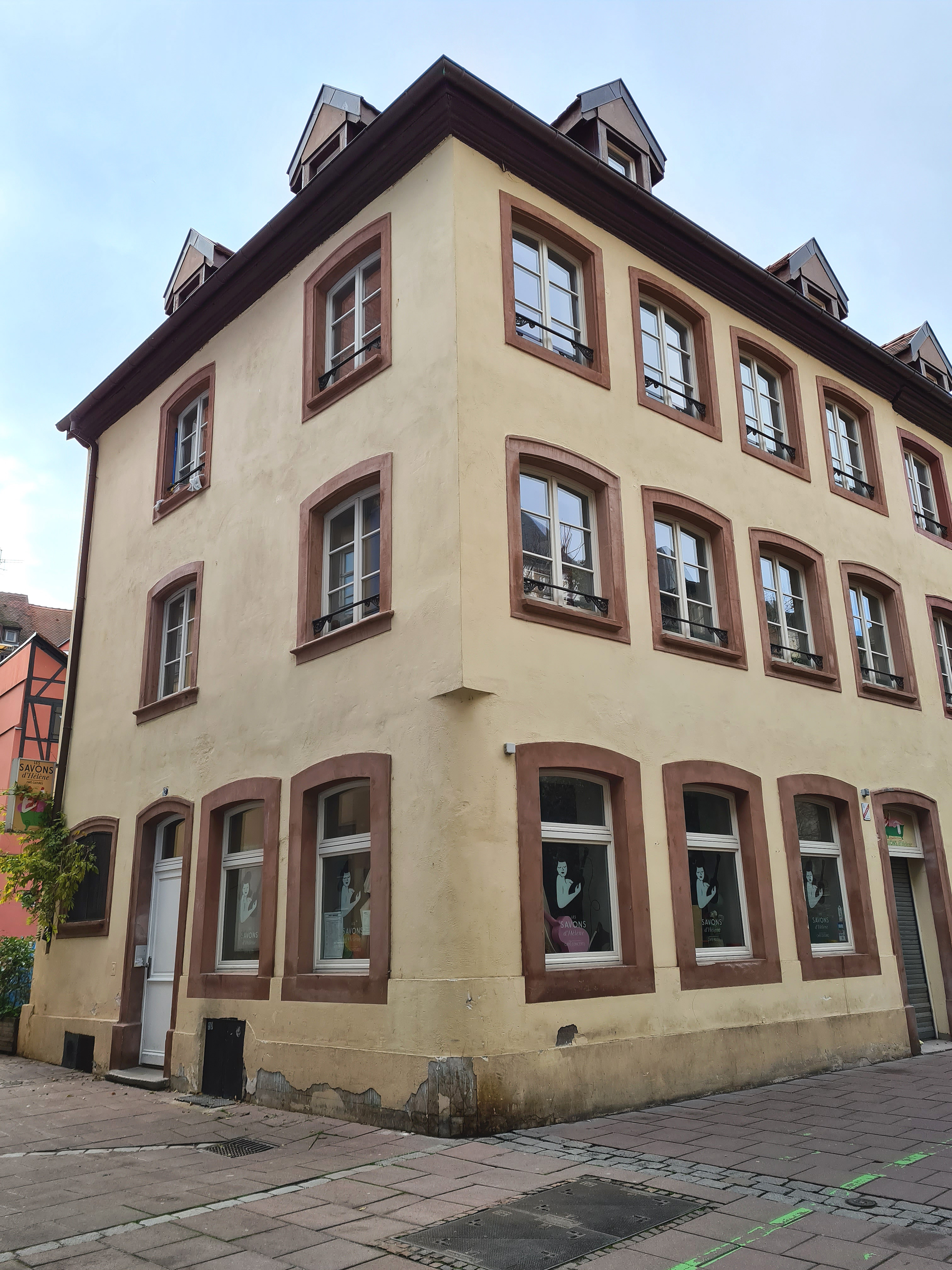
Angle du no 2.

no 4, 6, 8
En 1620, le mathématicien, astrologue et astronome Eberhard Welper acquiert une maison dans la rue (no 4) et y installe une imprimerie qui reste pendant un siècle aux mains de ses descendants directs. Le no 6 est également occupé par plusieurs imprimeurs au XVIIIe siècle.
Lors du bombardement de 1944, les maisons situées aux nos 4, 6 et 8 sont détruites. Sur ce terrain une petite place a été aménagée, sur laquelle donnent les façades arrières de plusieurs maisons.

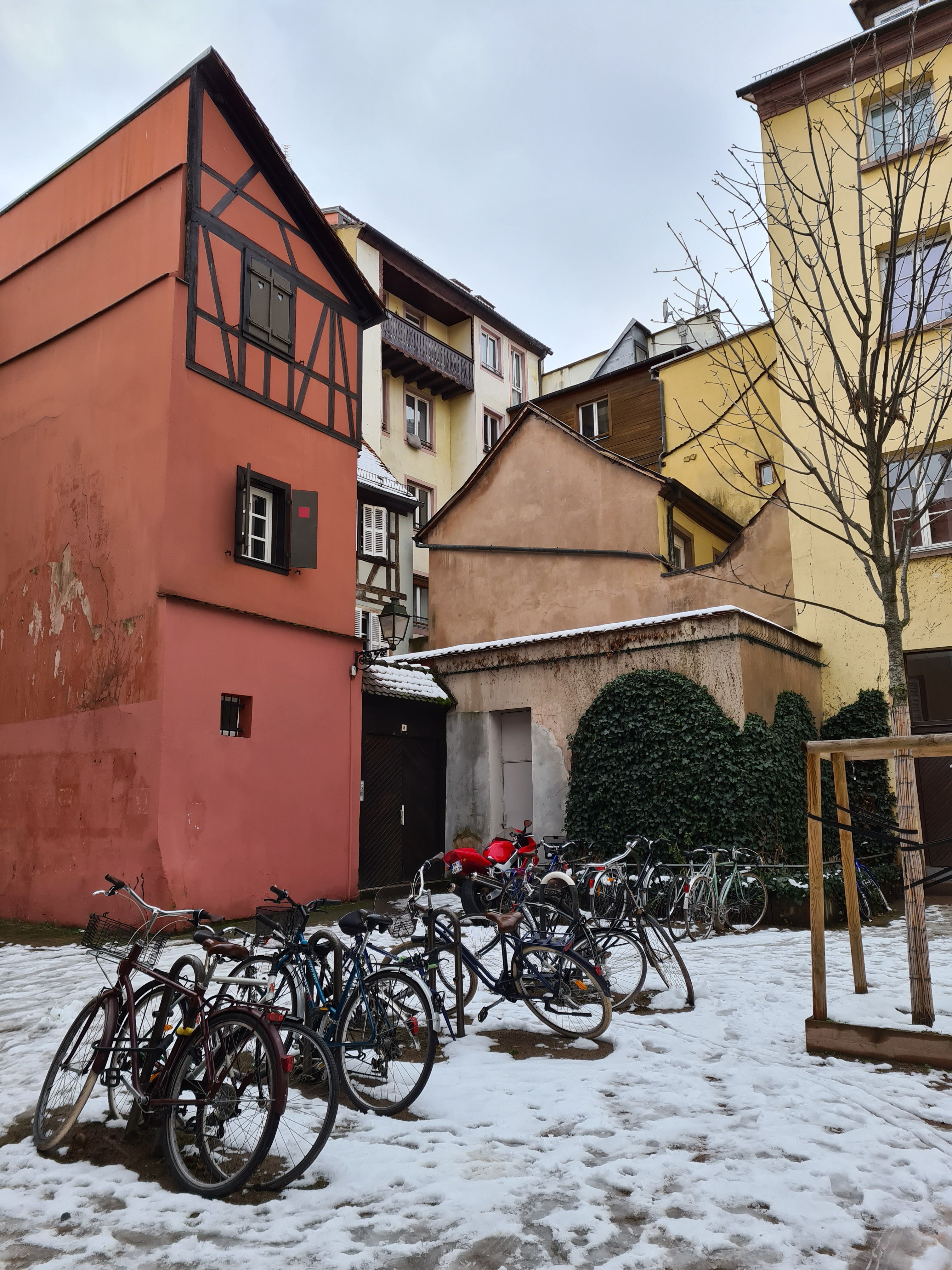
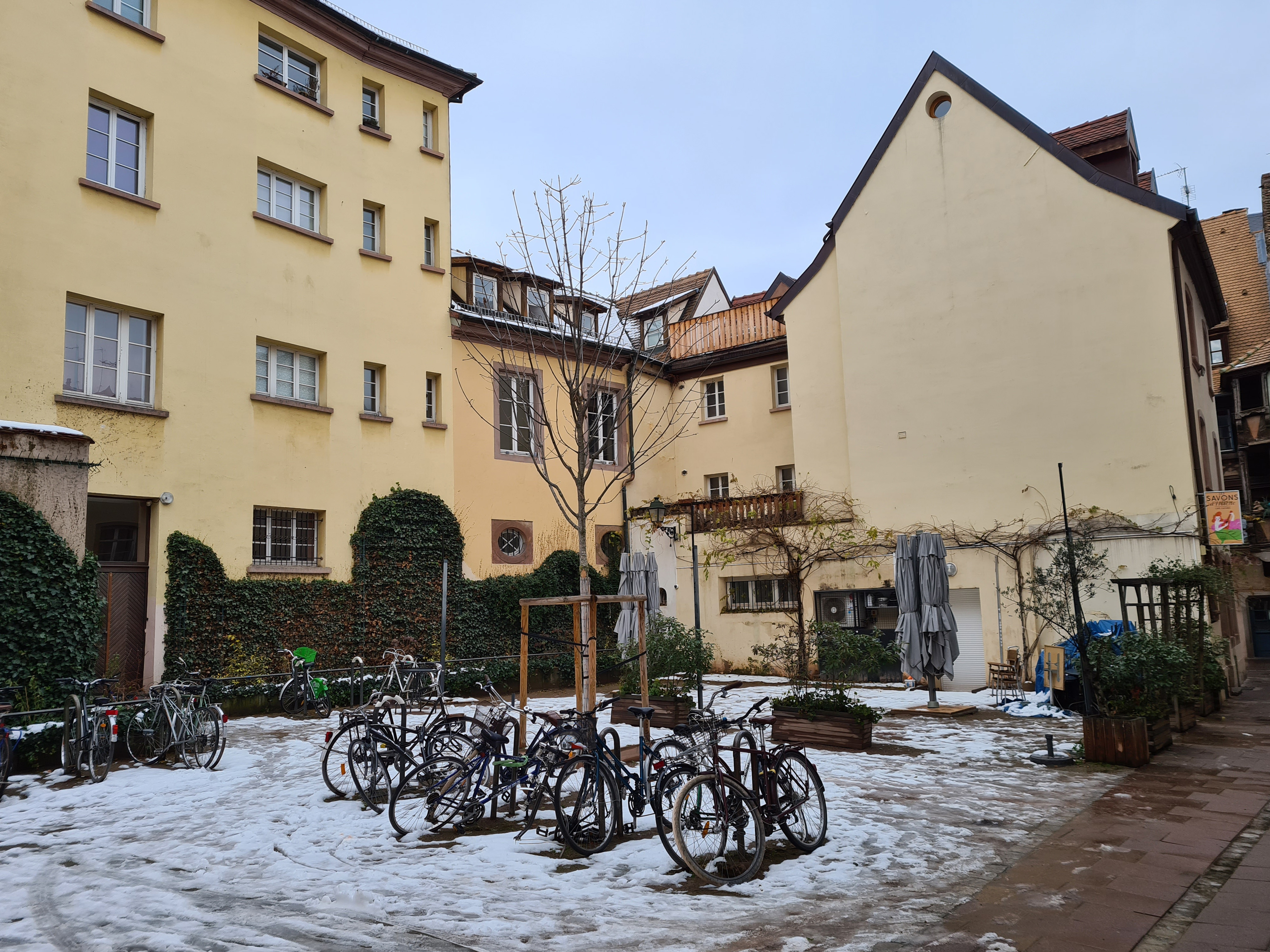

La façade principale, dotée d'un oriel, de la maison qui forme l'angle avec le no 89 de la Grand-Rue fait l'objet d'une inscription au titre des monuments historiques depuis 1929. Les façades secondaires donnent dans la ruelle ou sur la petite place au centre de la rue.

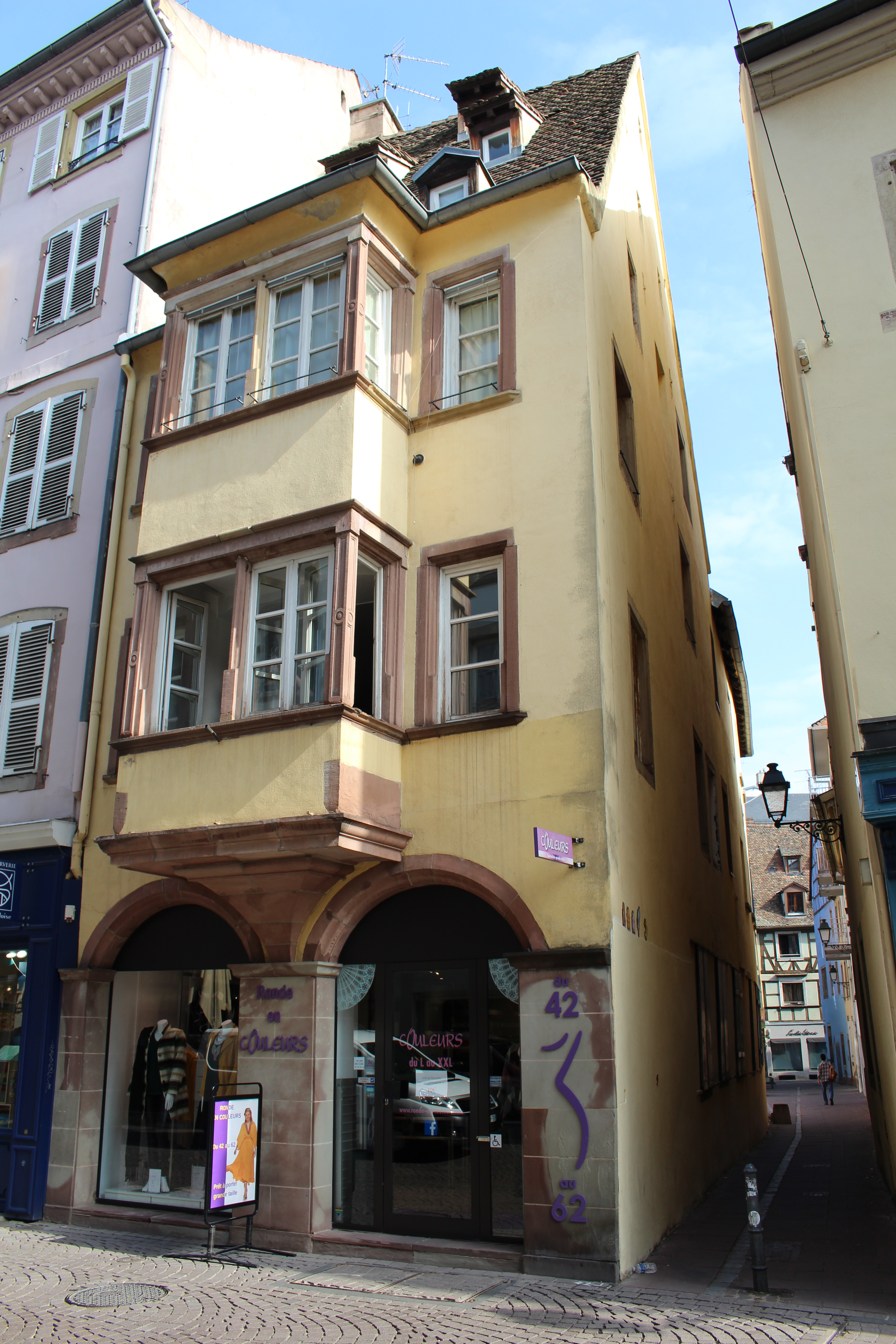
Angle de la Grand-Rue.
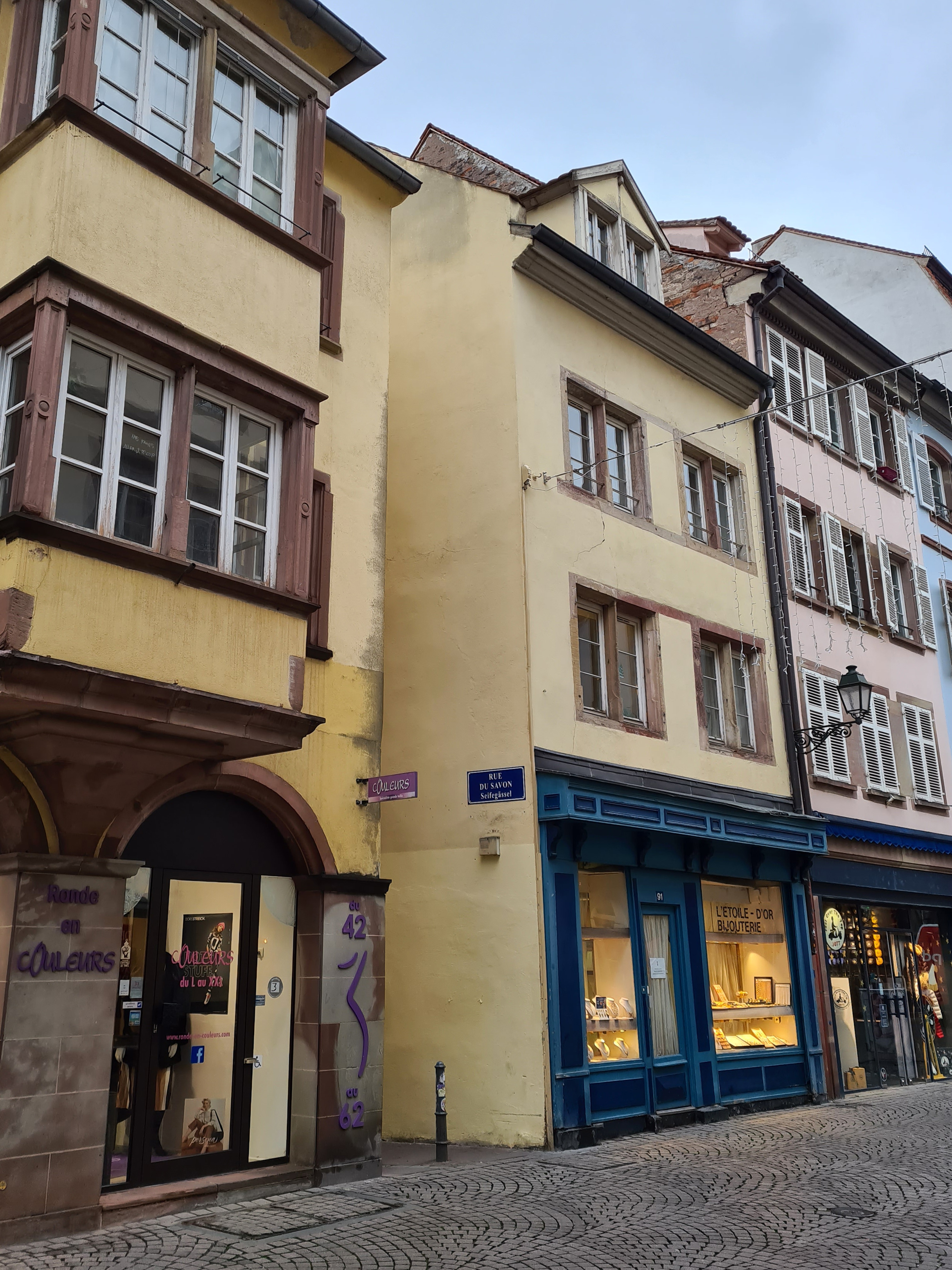
nos 89 et 91 de la Grand-Rue.
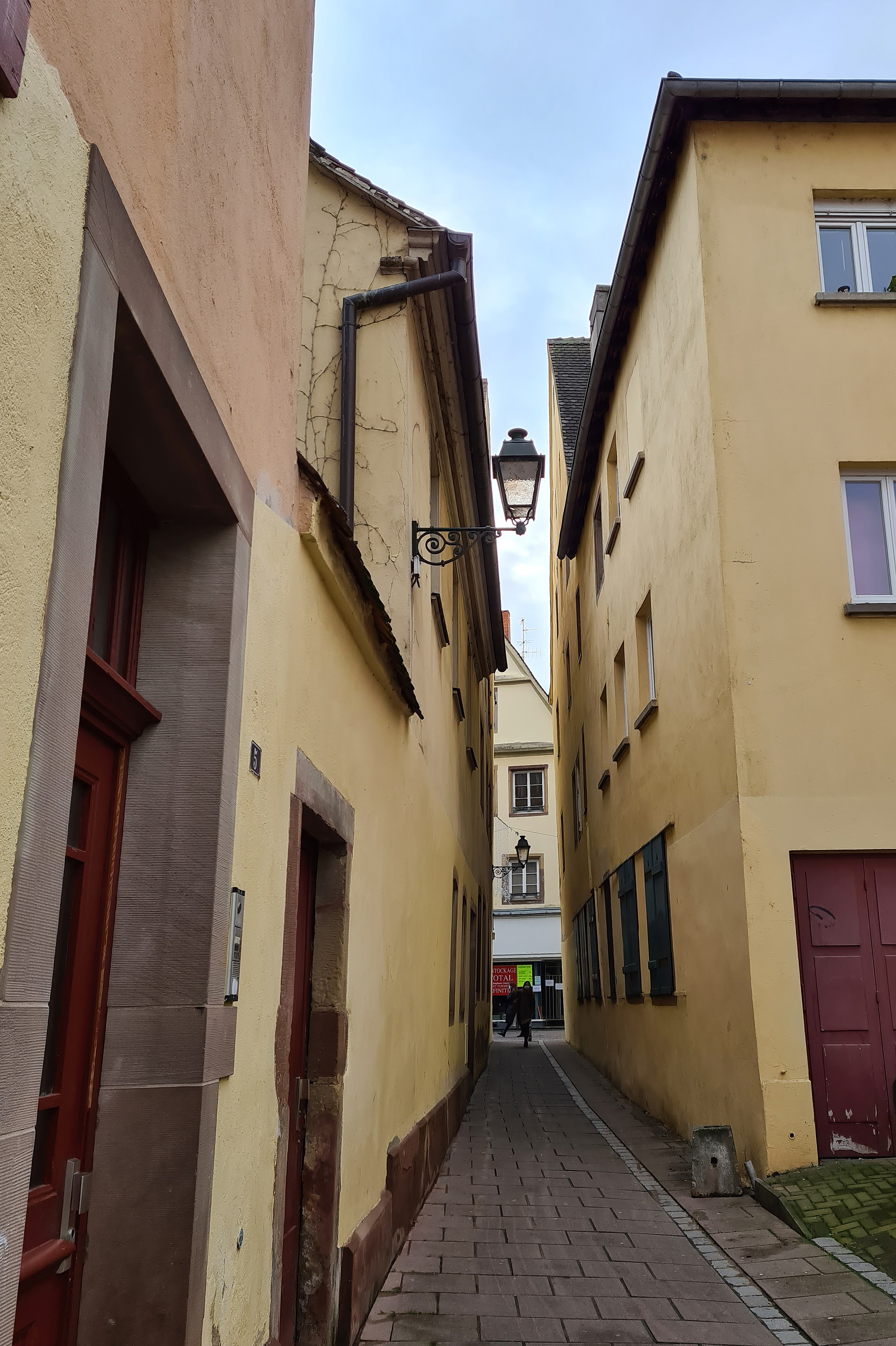
La Grand-Rue depuis la placette.